# Batteri Vara
Batteri Vara (Batterie Vara/ Møvik fort) er et tysk kystfort, bygget under anden verdenskrig beliggende ca. otte kilometer sydvest for Kristiansand, Norge, i området Kroodden/ Møvik.
Fortet blev anlagt i perioden 1941 – 1942 af den tyske kriegsmarine og var sammen med fire andre kystbatterier en del af artillerigruppen Kristiansand. Kanonerne var blandt de største i verden. Det tyske navn på anlægget var Batterie Vara, opkaldt efter den tyske generalmajor Felix Vara, som blev dræbt udenfor Alderney i den engelske kanal den 3. november 1941. Flere tyske kystforter blev opkaldt efter faldne tyske officerer, eksempelvis Batterie Dietl på Engeloya i Steigen.
Formålet med Batteri Vara var sammen med en tilvarende kanonstilling i Hanstholm at spærre Skagerrak under 2.verdenskrig, for de allierede styrker. Efter at de norske styrker overtog fortet efter krigen, fik det navnet Møvik fort.
I 1993 blev Batteri Vara åbnet for publikum under navnet Kristiansand Kannonmuseum. Museet har stadig 1 kanon der er fuldt fungerende, samt en kasemat uden kanon, i tillæg er der 2 kanonfundamenter uden kanoner, som set i Hanstholm
Der køres i perioder med ammunitionstoget på en 1800 meter lang strækning. Området har mange bunkere og specielt kan nævnes Møvikknatten hvor der var 4 88mm flakkanoner samt mindre antiluftskyts batterier. Møvikknatten har i tillæg også store fjeldbunkere med store tunnelsystemer. I umiddelbar nærhed til fortet findes der mange mindre fort, blandt andet på Flekkerøya